# Vitrail de la chaste Suzanne

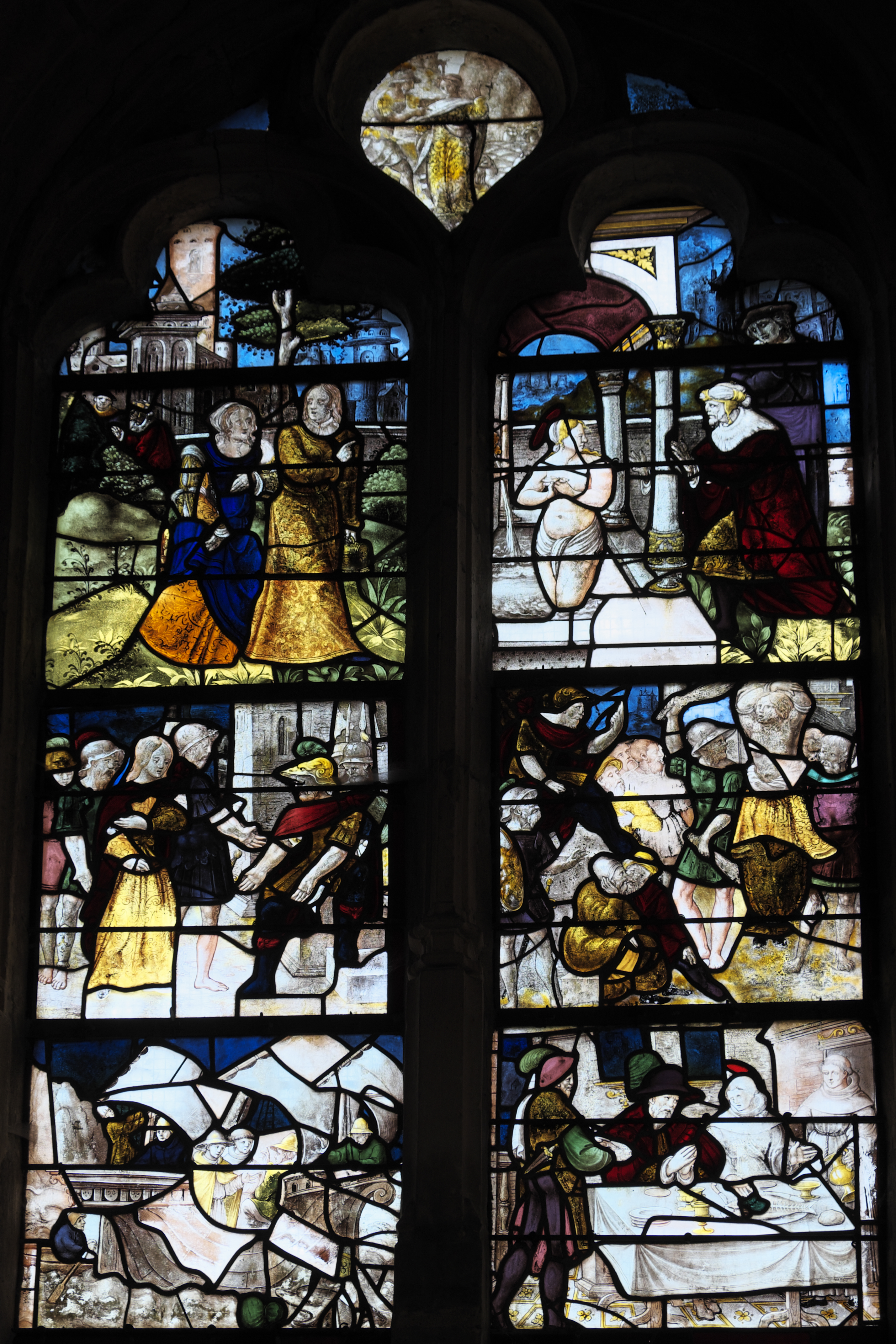
Vitrail de la chaste Suzanne à Coignières

Le vitrail de la chaste Suzanne de l'église Saint-Germain-d'Auxerre à Coignières, une commune du département des Yvelines dans la région Île-de-France en France, est un vitrail datant du XVIe siècle. Il a été classé monument historique au titre d'objet le 22 juin 1908.
Le vitrail no 1 au chœur est le seul de l'église intact depuis le XVIe siècle. Il met en scène Suzanne, dont l'histoire est rapportée dans le Livre de Daniel. Accusée d'adultère par deux vieillards, est elle condamnée à mort, mais sauvé par Daniel.  